# Людвиг Август (герцог Ангальт-Кётена)
Людвиг Август Фридрих Эмиль Ангальт-Кётенский (нем. Ludwig August Friedrich Emil von Anhalt-Köthen; 20 сентября 1802, Кётен — 16 декабря 1818, там же) — малолетний правитель Ангальт-Кётена из династии Асканиев.

## Биография
Герцог Людвиг — сын принца Людвига Ангальт-Кётенского и Луизы Каролины Гессен-Дармштадтской. Отец умер раньше своего брата, правившего в Ангальт-Кётене князя Августа Кристиана. Поскольку бездетный князь Август Кристиан умер ещё в 1812 году, болезненный 10-летний мальчик Людвиг вступил на ангальт-кётенский престол при регенте, главе Ангальтского дома герцоге Леопольде III Фридрихе Франце Ангальт-Дессауском.
Людвиг умер в 16 лет, не оставив потомков, и был похоронен в кётенской церкви Св. Якова. Герцогский титул и власть перешли к его двоюродному брату Фердинанду Фридриху из побочной линии Ангальт-Кётен-Плес.